# FC Astra Giurgiu
Az Astra Giurgiu egy román labdarúgócsapat, Gyurgyevó (Giurgiu) városából, amely a román labdarúgó-bajnokság másodosztályában szerepel.

## Történet
Az Astra Ploiești csapatát 1934-ben alapították. Évtizedeken keresztül a megyei első osztályban szerepelt, egészen a kilencvenes évek elejéig, amikor kvalifikálta magát a román labdarúgó-bajnokság harmadik osztályába. Az 1995-96-os szezonban feljutott a második osztályba, bár a 14. helyen végzett, de összeolvadt a harmadik vonal győztesével, az AS Danubiana București csapatával, annak pénzügyi nehézségei miatt. 1998-ban jutott először az első osztályba. 2003-ban összeolvadt a városi riválisával, a Petrolul Ploiești csapatával. Ezt követően kiesett az élvonalból, és két évre meg is szűnt. 2005-ben Ioan Niculae ismét életre hívta a csapatot. 2007-től az új neve FC Ploiești. 2009-ben az együttes feljutott az első osztályba, ekkor Ioan Niculae, a csapat elnöke, bejelentette, hogy újból Astra Ploiești néven szerepelt az együttes.
2012 szeptemberében elköltöztek Gyurgyevóba. A klub 2014-ben megszerezte első trófeáját, miután a Román kupát megnyerték. 2015/16-os idényben megszerezték történetük első bajnoki címét. 2021-ben kiesett az első osztályú bajnokságból és a kupadöntőt is elvesztette.
A csapat elnevezései:
- Astra Ploiești 1934-1996, 1997-2007, 2009-
- AS Danubiana Ploiești 1996-1997
- FC Ploiești 2007-2009
- FC Astra Ploiești 2009-2012
- FC Astra Giurgiu 2012-

## Eredmények
- Liga I
  -  Bajnok (1): 2015-16
  -  Második (1): 2013-14
  -  Harmadik (2): 2016-17, 2019-20

- Liga II
  -  Bajnok (1): 1997-98
  -  Második (2): 2008-09

- Liga III
  -  Bajnok (1): 2007-08

- Román kupa
  -  Győztes (1): 2014
  -  Döntős (3): 2017, 2019, 2021

- Román szuperkupa
  -  Győztes (2): 2014, 2016

## Jelenlegi játékosok
Frissítve: 2021. január 24.
| #  |     | Poszt | Név                |
| -- | --- | ----- | ------------------ |
| 1  | ROU | K     | David Lazar        |
| 2  | POR | V     | Hugo Sousa         |
| 3  | FRA | V     | Abdel Lamanje      |
| 4  | BIH | V     | Daniel Graovac     |
| 5  | ROU | V     | Cătălin Ion        |
| 7  | CRO | KP    | Dario Čanađija     |
| 8  | SUI | KP    | Sébastien Wüthrich |
| 9  | BIH | CS    | Sulejman Krpić     |
| 11 | ROU | KP    | Valentin Gheorghe  |
| 12 | ROU | K     | Mihai Popa         |
| 14 | ROU | CS    | Raoul Baicu        |
| 20 | POR | V     | David Bruno        |
| 21 | CRO | KP    | Ljuban Crepulja    |
| 22 | ROU | KP    | Gabriel Șerban     |

| #  |     | Poszt | Név                |
| -- | --- | ----- | ------------------ |
| 23 | ROU | K     | Mirel Bolboașă     |
| 25 | ROU | V     | Valerică Găman     |
| 27 | CRO | V     | Igor Jovanović     |
| 28 | MNE | V     | Momčilo Raspopović |
| 43 | ITA | CS    | Mattia Montini     |
| 44 | ROU | V     | Marius Pahonțu     |
| 77 | ROU | KP    | Albert Stahl       |
| 80 | ROU | KP    | George Merloi      |
| 88 | ROU | CS    | Ionuț Zaharia      |
| 90 | ROU | KP    | Mihai Răduț        |
| 91 | FRA | KP    | Yann Boé-Kane      |
| 92 | ROU | KP    | Robert Riza        |
| 96 | ROU | KP    | Silviu Balaure     |
| 99 | ROU | KP    | Dragoș Gheorghe    |